# 阴蒂肥大
阴蒂肥大，又稱阴核肥大，指女性阴蒂尺寸过于肥大的症狀，既有先天性的，也有后天导致的。阴蒂肥大不同于性刺激下阴蒂的自然增大。此外，亦有人通过人工激素，如睾酮等，刻意地增大阴蒂，称作阴蒂增大术。